# Elliott & Fry
Elliott & Fry was een victoriaanse fotostudio en fabrikant van fotografische films, opgericht in 1863 door Joseph John Elliott en Clarence Edmund Fry. In de honderd jaar van zijn bestaan, was de studio een grote naam in de fotografie van publieke personen, de society, artiesten, politici en wetenschappers. Op het hoogtepunt waren er drie studio's en vier grote opslagplaatsen voor negatieven. De afdrukken werden gemaakt in de Londense wijk Barnet. Tijdens het eeuwfeest van de firma, in 1963, werd Elliot & Fry overgenomen door de firma Alexander Bassano.
Elliott en Fry zijn in 1863 begonnen op nummer 55 en 56 van de Baker Street in Londen, waar ze tot 1919 gevestigd bleven. Ze hadden diverse grote namen als fotografen in dienst. Tijdens de Tweede Wereldoorlog is een groot deel van de negatieven verloren gegaan. De overgebleven negatieven worden bewaard door National Portrait Gallery.

## Fotografen

### Joseph John Elliott
Joseph John Elliott (Croydon, 14 oktober 1835 – Hadley Heath, bij Barnet, 30 maart 1903) was de zoon van John en Mary Elliott, en trouwde op 20 augustus 1864 met de zus van Clarence Fry, Elizabeth Lucy Fry. Ze kregen vier zonen en drie dochters. Het contact tussen de partners werd in 1887 verbroken. Ook het contact met zijn zoon Ernest werd verbroken, hij ging vanaf 1892 voor zichzelf verder en gaf in 1904 het album 50 British sportsmen, Fifty Leaders of British Sport uit.

### Clarence Edmund Fry
Clarence Edmund Fry (Plymouth, 1840 - 1897) trouwde in 1865 met Sophia Dunkin Prideaux die kleurenfotograaf was. Fry was de patronaat van Hubert von Herkomer, die in 1873 naar Bushey verhuisde om waarschijnlijk dichter bij zijn weldoener te kunnen zijn en er de Herkomer Art School op te richten. Clarence was de oudste zoon van Edmund Fry en Caroline Mary Clarence, beiden lid van het Genootschap der Vrienden. Ook waren ze familie van Joseph Storrs Fry, oprichter van J. S. Fry & Sons, een chocoladefabriek in Bristol.

## Galerij

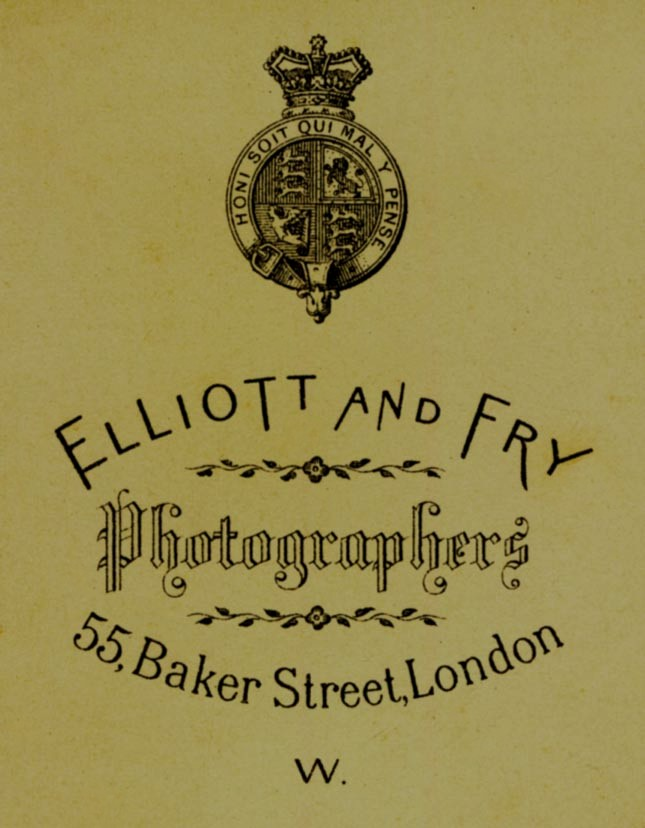
Achterzijde van de foto's van Elliot & Fry
Oprichter Clarence Edmund Fry
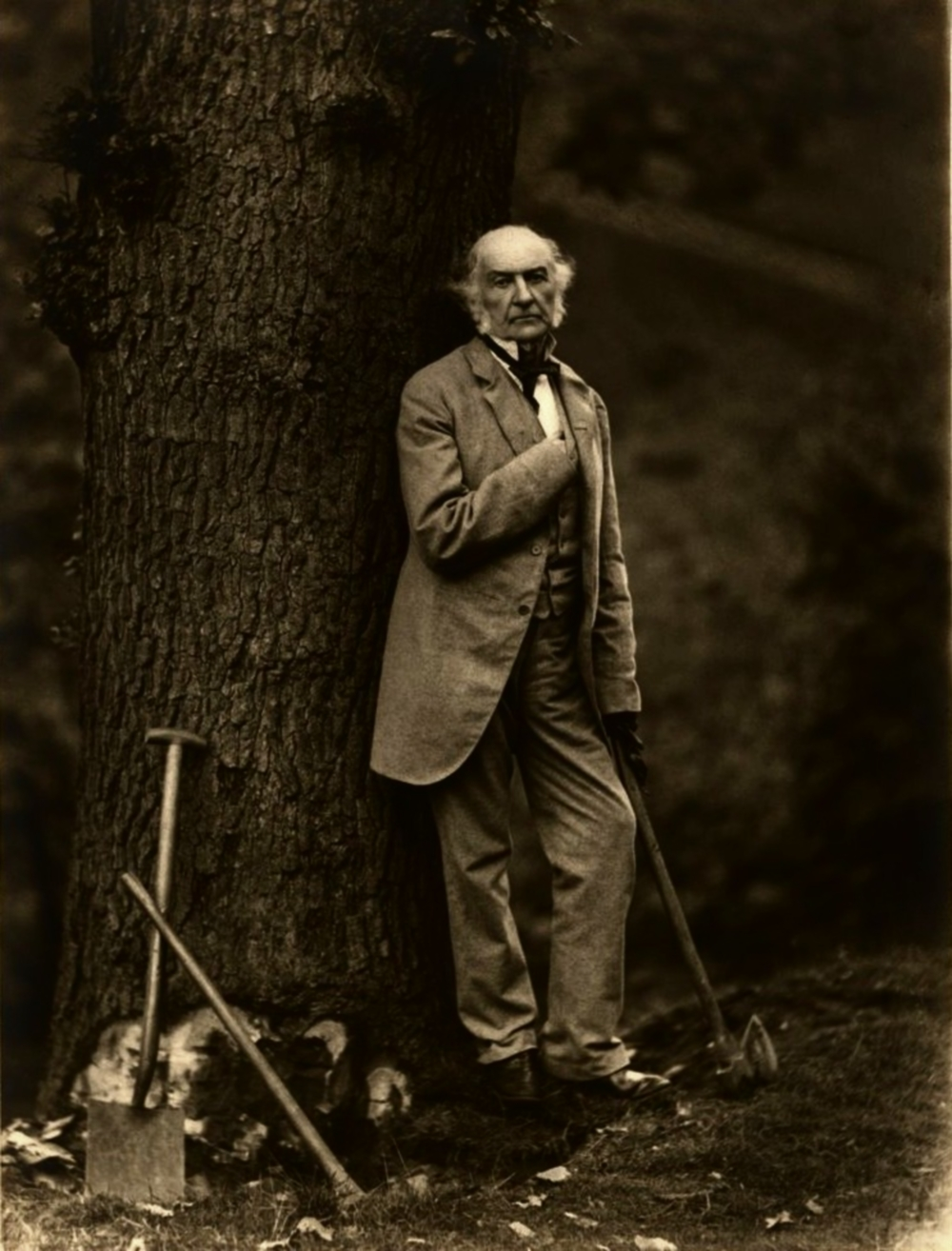
William Ewart Gladstone
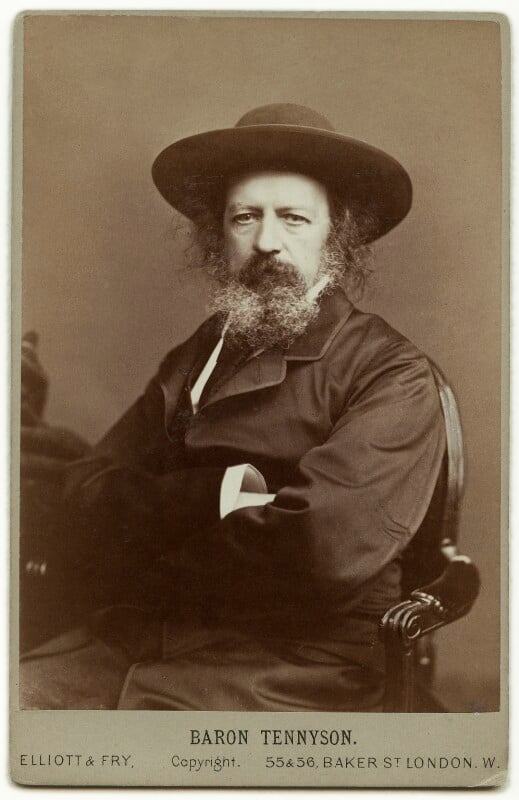
Alfred Tennyson
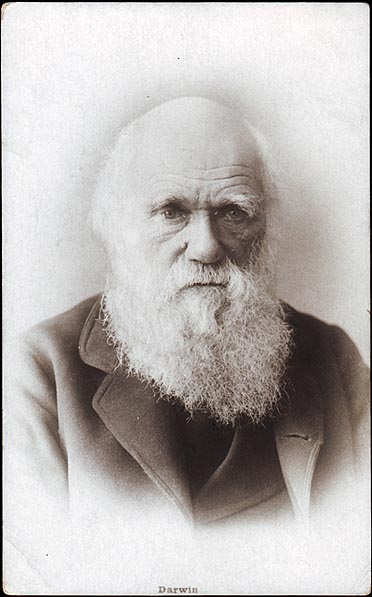
Charles Darwin
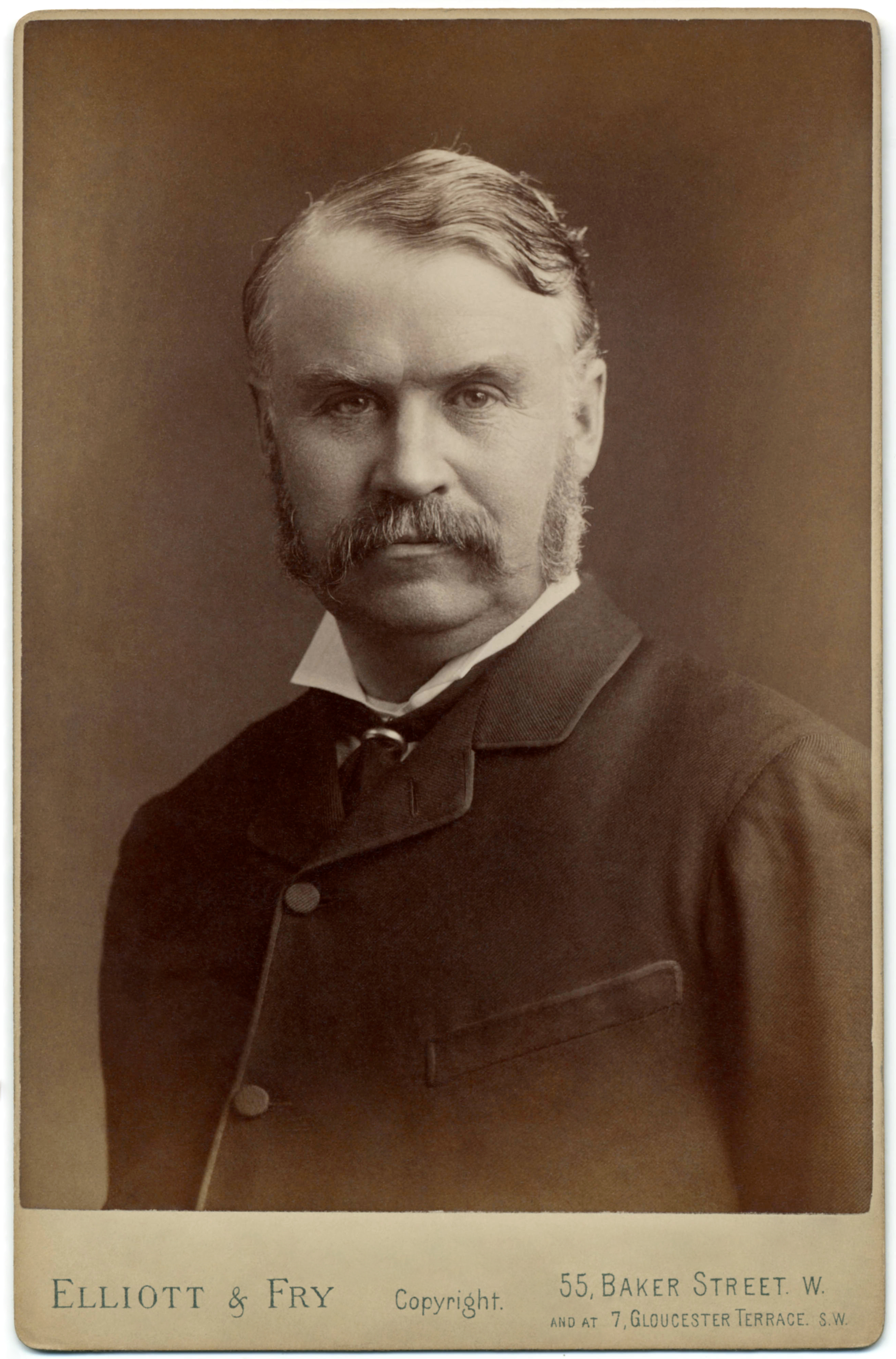
William S. Gilbert
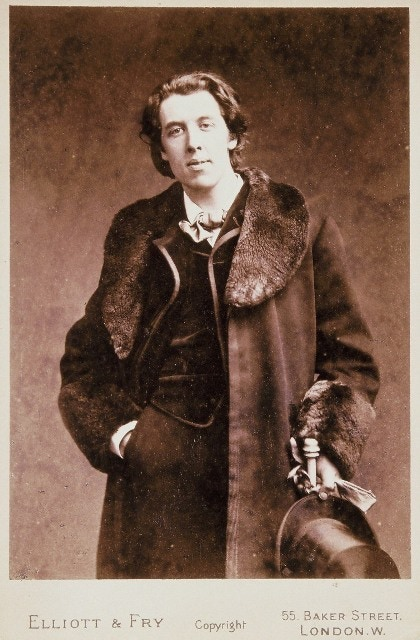
Oscar Wilde
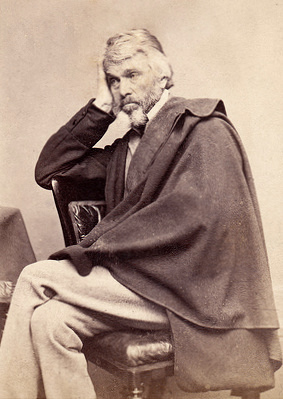
Thomas Carlyle